# Hollandergraven

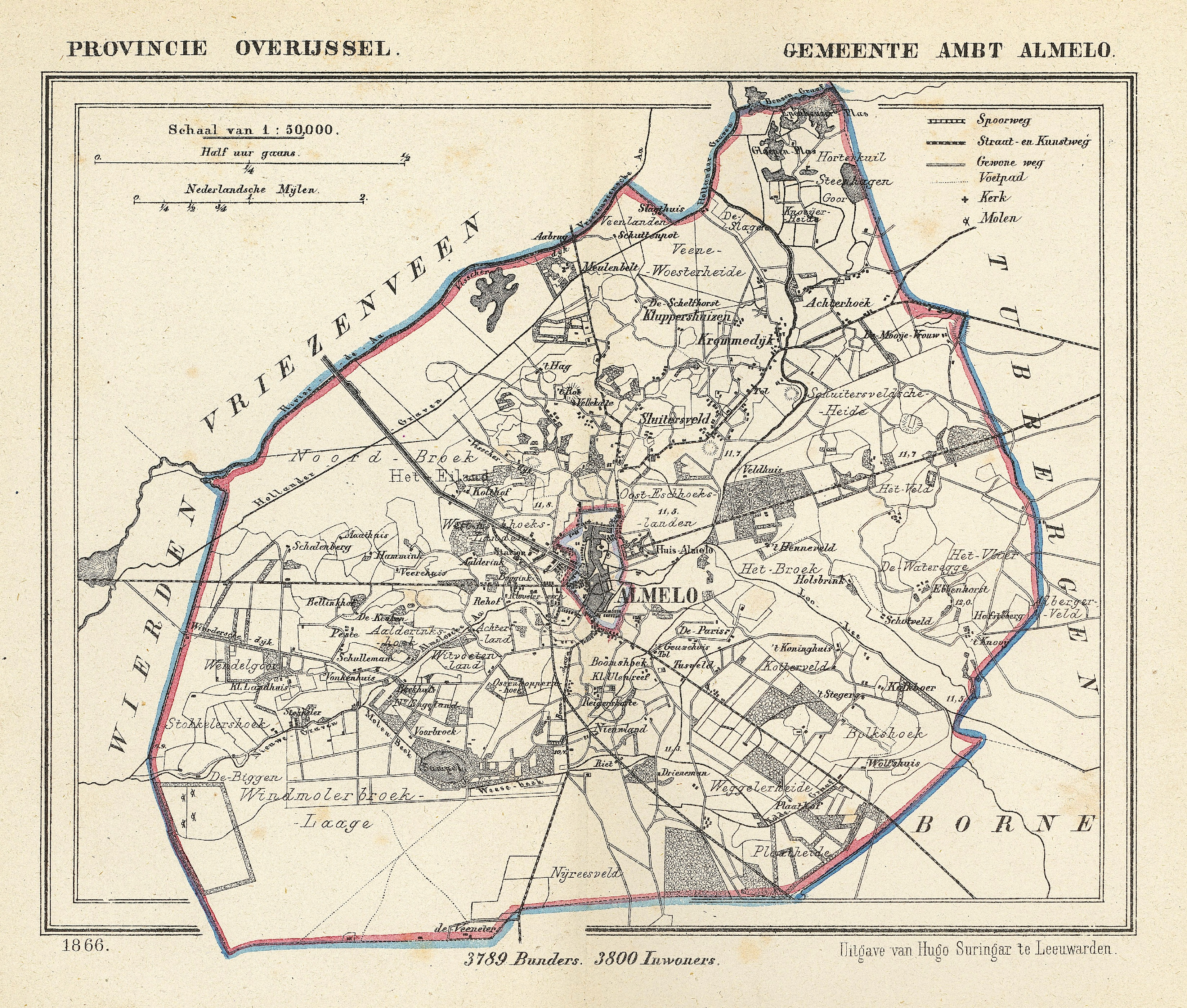
De Hollandergraven ('Hollander Graven') in het noordwesten van de gemeente Almelo op een kaart uit 1866.

De Hollandergraven is een beek die loopt van het Lateraalkanaal naar het Kanaal Almelo - De Haandrik. De Hollandergraven loopt door de gemeente Almelo. Hij begint in de wijk Schelfhorst en eindigt aan de grens van Aadorp. De Hollandergraven is ongeveer 8 kilometer lang. De beek is in maart 2007 helemaal uitgebaggerd. Ook is er in de tweede helft van 2007 bij de overstort van het rioleringssysteem van de Schelfhorst ter hoogte van sportpark PH een bergbezinkbassin aangelegd.
De waterhoeveelheid wordt aan het begin van de watergang geregeld door een stuw.

## Geschiedenis
De Hollander Graven is geen natuurlijke beek. Zij is een gegraven scheepvaart- en afwateringskanaal. De benaming Graven is gerelateerd aan Gracht Greft of Grefte (Twents/ Schippersjargon). De Hollander Graven is rond het jaar 1380 gegraven en liep oorspronkelijk van de Bavesbeek (later Schipsloot) op huidig Vriezenveens grondgebied tot in Wierden, waar deze samenkwam met de Vriesen Aa (of Vriezenveense Aa of Veene Aa). Via de Exoose Aa stroomde deze in de Regge. De reden waarom de Hollander Graven destijds in opdracht van de Heer van Almelo gegraven is, heeft waarschijnlijk te maken met de slechte afwateringssituatie ter plekke (het Noordbroek), waardoor de eerste boeren die zich op het Almeler Veen langs de Aadijk vestigden (Hollanders en Vrije Friezen), zich door regelmatige wateroverlast bedreigt zagen in hun voortbestaan. Wateroverlast die zij voor een deel -middels hun ontginningen- zelf veroorzaakten. In de loop der eeuwen is de Hollander Graven meermaals uitgediept en rechtgetrokken. Met de aanleg van industrieterrein Dollegoor begin 50'er jaren vorige eeuw is het laatste deel van de stroom zodanig verlegd dat de Graven nu eindigt in het Kanaal Almelo- De Haandrik in Aadorp.